# Sørensenita
La sørensenita és un mineral de la classe dels silicats. Rep el nom per Henning Sørensen (Frederiksberg, Dinamarca, 20 d'abril de 1926), mineralogista i petrògraf, professor de geologia de la Universitat de Copenhaguen (Dinamarca).

## Característiques
La sørensenita és un silicat de fórmula química Na₄SnBe₂Si₆O16(OH)₄. Va ser aprovada com a espècie vàlida per l'Associació Mineralògica Internacional l'any 1965. Cristal·litza en el sistema monoclínic. La seva duresa a l'escala de Mohs és 5,5.
Segons la classificació de Nickel-Strunz, la sørensenita pertany a «09.DG - Inosilicats amb 3 cadenes senzilles i múltiples periòdiques» juntament amb els següents minerals: bustamita, ferrobustamita, pectolita, serandita, wol·lastonita, wol·lastonita-1A, cascandita, plombierita, clinotobermorita, riversideïta, tobermorita, foshagita, jennita, paraumbita, umbita, xonotlita, hil·lebrandita, zorita, chivruaïta, haineaultita, epididimita, eudidimita, elpidita, fenaksita, litidionita, manaksita, tinaksita, tokkoïta, senkevichita, canasita, fluorcanasita, miserita, frankamenita, charoïta, yuksporita i eveslogita.

## Formació i jaciments
Va ser descrita a partir de mostres obtingudes en dos indrets del complex d'Ilímaussaq: l'altiplà de Kvanefjeld i Nakkaalaaq. El complex intrusiu està situat a la municipalitat de Kujalleq, a Groenlàndia. Aquests dos indrets i algun altre punt proper són els únics de tot el planeta on ha estat descrita aquesta espècie mineral.